# Höhle von Seidi

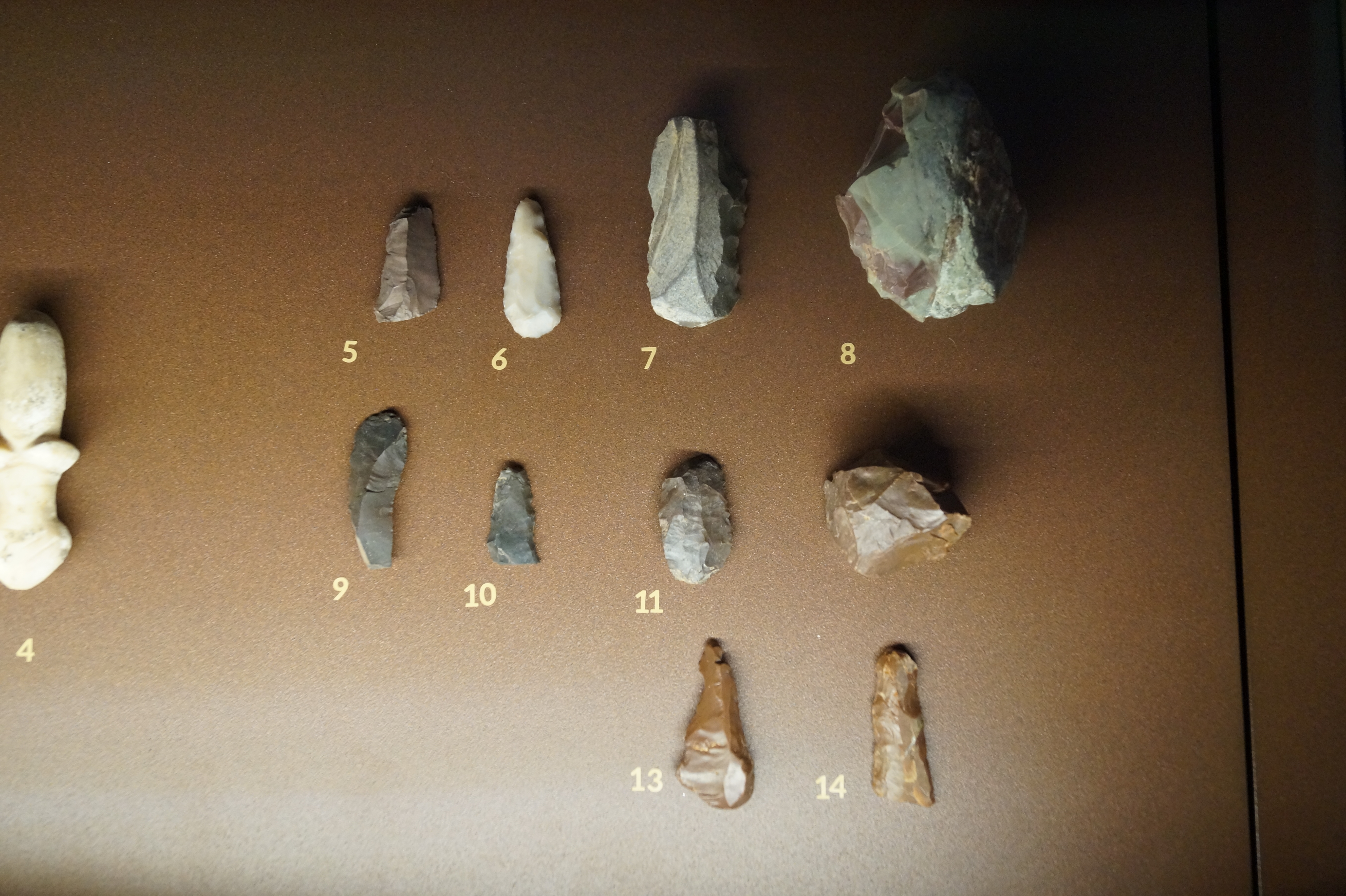
Feuersteinwerkzeuge aus der Höhle von Seidi: Kerne, Klingen und Schaber

Die Höhle von Seidi (griechisch Σπήλαιο Σεϊδί) liegt südöstlich der Kopaïs-Ebene, 2 km östlich von Aliartos und 4 km östlich des antiken Haliartos in der antiken Landschaft Böotien in Griechenland. 1 km südöstlich lag das antike Onchestos. Heute verläuft 100 m nördlich der Höhle die Straße von Thiva nach Livadia.
Die Höhle von Seidi ist eigentlich nur ein Felsüberhang, der 12 m nach Norden ragt. Der Prähistoriker Rudolf Stampfuß führte 1941 während des Zweiten Weltkriegs erste Grabungen durch. Er fand zahlreiche Steinwerkzeuge und Tierknochen vom Ende des Aurignacien und vor allem aus dem Gravettien und ein Grab aus hellenistischer Zeit. Die Grabung wurde übereilt und mit veralteten Methoden durchgeführt. So wurden keine Untersuchungen zur Flora, Fauna und Paläoökonomie durchgeführt. Die Funde, die Stampfuß nach Deutschland geschickt hatte, lagerten 1944 in einem Paket mit der Aufschrift „Ausgrabung Seidi Höhle, Stampfuß 1941“ in Friesack und wurden am 2. Januar 1944 bei einem Luftangriff zerstört. 1965 setzte die deutsch-schweizerische Prähistorikerin Elisabeth Schmid die Grabungen fort.
Die Jungpaläolithischen Funde, die von 33.000 bis 8.000 v. Chr. reichen, waren die ersten, die auf griechischem Boden entdeckt wurden. Die zahlreichen Steinwerkzeuge vor der Wohnhöhle lassen auf eine Steinklingenfabrikation schließen. Solche Wohnstätten waren die ersten Siedlungsplätze in Griechenland. 1 km westlich liegt die Pyrgoshöhle. Sie wurde 1980 von kanadischen Archäologen untersucht.